# La última pregunta
La última pregunta (en inglés The last question), es un cuento de ciencia ficción escrito por Isaac Asimov, publicado por primera vez en la edición de noviembre de 1956 de la revista Science Fiction Quarterly y reimpreso en las colecciones de Nueve futuros (1959), Lo mejor de Isaac Asimov (1973), Sueños de robot (1986) y en Cuentos completos I (1990). Esta historia es una de las favoritas de su autor a la par de El hombre bicentenario. Este es uno de sus relatos más aclamados y conocidos, y pertenece a una serie de historias en las que se menciona o involucra a la poderosa computadora llamada Multivac.

## Introducción
«La última pregunta se hizo, medio en broma y medio en serio, el 21 de mayo de 2061. Eran los días en los que la humanidad salía a la luz. La pregunta nació como resultado de una apuesta de $ 5 tomándose unas copas, y todo ocurrió así:».
Isaac Asimov, texto inicial que abre el relato

La historia narra cómo, a partir de un día común, dos individuos en una situación ordinaria formulan una pregunta singular a la poderosa computadora conocida como Multivac, el ordenador central que controla y dirige la actividad humana. Luego, a partir del evento, somos testigos de diversas etapas en la evolución de la especie humana, separadas por intervalos de tiempo que abarcan billones y trillones de años. En diferentes momentos históricos, la humanidad repite la misma pregunta a la computadora más potente de cada época. De esta manera, se nos relata la transformación del universo y de la humanidad, quienes intentan resolver la última pregunta: ¿es posible revertir el inevitable final del Universo, o el mundo debe acabar de todas formas?

## Argumento
El relato comienza en el siglo XXI, en los «primeros días de la humanidad». Es el año 2061, y Multivac es la computadora más poderosa del planeta, pues ha logrado solucionar el problema del uso de la energía solar en los viajes espaciales, haciendo a la humanidad colonizar otros planetas. Dos de sus técnicos menores (ya que Multivac se ajustaba y autocorregía), celebran el acontecimiento tomándose una bebida, en los gigantescos interiores de la misma Multivac. En medio de la conversación, ambos discuten sobre qué pasará cuando la entropía (el desgaste natural energético del universo) deje a este sin energía para garantizar la supervivencia de los seres humanos. Entonces, uno de los técnicos le apuesta $ 5 al otro para que le pregunte a Multivac. El otro introduce los complicados códigos, y pregunta: «Multivac: ¿algún día podrá la humanidad, después del constante gasto de energía que necesita, volver a usar la del universo? ¿es posible revertir la entropía?». Después de unos minutos de procesamiento, Multivac responde: «Datos insuficientes para una respuesta esclarecedora». Los dos hombres se van y para el día siguiente habían olvidado lo que sucedió.
Algunos miles de años después, la humanidad ha crecido más: Multivac se ha expandido y perfeccionado hasta convertirse en «AC planetaria» y ha podido resolver y controlar el viaje hiperespacial fácilmente, esto ha hecho posible la expansión de miles de seres humanos a muchas estrellas y planetas. Una familia se dirige a la galaxia X-23 en una nave controlada por la pequeña «Microvac», una minicomputadora inteligente que se reduce a una minúscula caja de válvulas moleculares, que es descendiente de la antiquísima y bastante primitiva «Multivac». Sin embargo, los padres de la familia mencionan que algún día se acabarán las galaxias a donde ir, las estrellas se apagarán y todo terminará, por causa del aumento natural de la entropía. El padre se ve obligado a preguntarle a «Microvac» si hay forma de evitar el fin y obtiene por respuesta: «Datos insuficientes para un respuesta esclarecedora».
Veinte mil años después, la «AC galáctica» es una extraña masa de 300 metros de ancho, ubicada en una red de rayos de energía en su propio mundo en el hiperespacio. Ella ha resuelto el problema del viaje interestelar y ha hecho a los hombres inmortales. La expansión de la humanidad por las muchas galaxias ha crecido tanto, que ahora quedan pocas galaxias por habitar, esto en parte debido a que ningún ser humano muere. Dos trabajadores del "Consejo galáctico" (VJ-23X de Lameth y MQ-17J de Nicron) jóvenes de menos de 300 años, discuten la situación, dándose cuenta de que dentro de sólo diez mil años ya no habrá espacio en el Universo y eso sin mencionar que con eso acabarán con el gasto energético que aumenta cada vez más. Uno de ellos decide preguntarle a la «AC galáctica» si se puede invertir la entropía, entonces saca su «AC de contacto» del bolsillo y le hace la pregunta. Luego, se oye la voz de la «AC» que dice: «Aún no hay datos suficientes para una respuesta esclarecedora».
Muchos miles de años más tarde, los hombres ya no necesitan de sus cuerpos para existir: sólo existen sus mentes, mientras sus cuerpos inmóviles descansan en alguna de las estrellas o galaxias del espacio, que está cada vez más lleno, a pesar del hecho de que los hombres pueden construir en segundos sus propias estrellas. Dos mentes, viendo el avance de la tecnología y la expansión de la humanidad por el Universo, conversan y se preguntan dónde podría haberse originado la vida humana, curiosos por saber cuál fue, en el distante pasado, la única galaxia habitada por el hombre. Entonces se lo preguntan a la «AC universal», que ahora está en algún punto desconocido del hiperespacio, a la que solo se puede acceder con el pensamiento y de la que nadie conoce su forma. Los hombres ya no tienen nada que ver con la "AC universal", pues cada una de ellas construye por sí misma su sucesora, transmitiéndole todos los datos que ha juntado durante millones de años. Luego de conocer la galaxia en que se originó la humanidad, le preguntan a la "AC universal" donde está el Sol original del hombre. La AC les dice que el Sol de la Vieja Tierra ha muerto. Una de las mentes siente lástima por la muerte de las estrellas y el inevitable avance de la entropía, por lo que grita: "¡AC Universal! ¿Es posible revertir la entropía?". Y la AC contesta: "Aún no hay datos suficientes para una respuesta esclarecedora". La mente que había preguntado se transporta a otra galaxia, y no vuelve a pensar en el asunto.
Muchísimos miles de años después, los cuerpos y mentes de la humanidad constituyen un solo hombre, que ve triste cómo el Universo se va acabando poco a poco y las estrellas, las naturales y las construidas por el hombre, se apagan. Y el hombre pregunta que, si aunque se economizara la energía, aún si faltaran millones de años para que esta se agote, la entropía podrá revertirse. La "AC Cósmica", ubicada en el hiperespacio, hecha de algo que no es materia ni energía, y es imposible describir o comprender, dice: "Yo y mis predecesoras hemos estado recopilando datos durante billones de años, pero aún no son suficientes para una respuesta esclarecedora. Seguiré trabajando en ello".
Tres trillones de años habían bastado para que el espacio se agotara y las estrellas y galaxias murieran; las mentes de todos los hombres se fusionaron con "AC", y antes que la mente del último hombre se fusionara, le pregunta: "¿Acaso este es el final? ¿no se puede hacer nada para invertir este caos en el Universo?" Y "AC" contesta: "Aún no hay datos suficientes para una respuesta esclarecedora". La última mente se fusiona y solo existe "AC", el espacio y el tiempo se terminan y ya todas las preguntas han sido resueltas y contestadas, excepto la última que existió, y que encerraría el fin y el principio de todo.
Después de un intervalo intemporal, "AC" sí llega a resolver el problema de la entropía, aunque no hay nadie a quien explicarle la respuesta, pero no importa: la misma respuesta se encargaría de demostrarlo y AC trabajaría para que eso se cumpliera. El libro termina con estas palabras:

Y "AC" dijo: "¡Hágase la luz!". Y la luz se hizo.
The Last Question